# Tit Ampi Flavià
Tit Ampi Flavià (en llatí Titus Ampis Flavianus) va ser un militar romà del segle i.
Va ser legat consular o governador de Pannònia durant les guerres civils que van seguir la mort de Galba l'any dels quatre emperadors, el 69. Era ja gran aleshores, i força ric, estava emparentat amb Vitel·li, i va defugir prendre part a la guerra fins que les legions XIII i VII es van declarar a favor de Vespasià i llavors va fugir a Itàlia.
Més tard va tornar a Pannònia i a petició de Corneli Fusc, el procurator provincial, que volia aprofitar la influència i el rang de Flavià es va unir al partit de Vespasià. Però les seves reticències anteriors i el fet de ser parent de Vitel·li comportaven manca de confiança i recel per part de les tropes. Va acompanyar a les legions pannònies a Itàlia i durant el setge de Verona un tumult provocat per una falsa alarma, va encendre les sospites dels soldats que demanaven la seva execució. Va humiliar-se de tal manera pregant per la seva vida, que encara va fer augmentar més les sospites. Però va ser salvat per la intervenció d'Antoni Prim, el general més influent de les forces de Vespasià i portat a presó preventiva. Enviat a Vespasià aquest el va exonerar de tota culpa i càstig, segons explica Tàcit.